# Faaker-See-Insel
Die Faaker-See-Insel ist eine durchgehend bewaldete Binnenseeinsel im kärntnerischen Faaker See. Sie hat eine Fläche von 8,04 Hektar und gehört zum Gemeindegebiet von Finkenstein am Faaker See. Die Insel erhebt sich maximal zwölf Meter über den Wasserspiegel des Sees und ist der sich über Wasser befindende Teil einer Sandbank, welche das Binnengewässer in seine zwei Becken teilt.
Im Jahr 1970 wurde – neben zwei anderen Landschaftsschutzgebieten im näheren Umkreis – das Schutzgebiet Faaker-See-Insel gegründet. Es soll dazu dienen, das Eiland für die Nachwelt zu erhalten.

## Geschichte
Die Insel hatte mehrere, teilweise unbekannte Besitzer. Nach dem Ableben Ludwig Wittgensteins, dem Besitzer seit 1918 bis zu seinem Tod, gelangten die Binnenseeinsel und der See in den Besitz der Familien Bucher und Catasta.
Noch bevor Wittgenstein Inhaber der Insel war, hatte sich im frühen 20. Jahrhundert ein ehemaliger Bauernhof zu einem Hotel mit dem Namen Wilhelm Schwelle entwickelt, in welchem man in „gut eingerichteten Fremdenzimmern“ nächtigen, die nebst angelegte Badeanstalt nutzen und zur Verfügung gestellte Boote fahren konnte.
Im Laufe der Zeit transformierte sich die Hotelanlage zum 4-Sterne-Hotel Inselhotel Faakersee.